# 금지된 사랑 (드라마)
《금지된 사랑》(튀르키예어: Aşk-ı Memnu 아슈크-으 멤누[*])은 2008년부터 2010년까지 방영된 터키의 텔레비전 드라마이다.